# Sapiens: De animales a dioses
Sapiens. De animales a dioses: Breve historia de la humanidad (en hebreo: קיצור תולדות האנושות‎) es un libro escrito por el historiador israelí Yuval Noah Harari. El libro fue publicado originalmente en hebreo en 2011 y, a partir de 2014, traducido a 64 idiomas. Harari menciona el libro de Jared Diamond Armas, gérmenes y acero (1997) como una de sus fuentes de inspiración, al mostrar que era posible «plantearse las grandes preguntas y poder contestarlas científicamente».

## Resumen
Harari examina la historia de la humanidad: desde la evolución de las especies humanas arcaicas, en la Edad de Piedra (todas ellas consideradas humanos, pero no todas ellas sobrevivieron: únicamente Homo sapiens), hasta el siglo XXI. Divide el libro en cuatro partes: la revolución cognitiva, la revolución agrícola, la unificación de la humanidad y la revolución científica.

Su argumento principal es que Homo sapiens domina el mundo porque es el único animal capaz de cooperar flexiblemente en gran número, gracias a su capacidad única de creer en entes que existen solamente en su imaginación, como los dioses, las naciones, el dinero o los derechos humanos. Harari afirma que todos los sistemas de cooperación humana a gran escala —incluidas las religiones, las estructuras políticas, las redes comerciales y las instituciones jurídicas— se basan, en última instancia, en ficción.
Algunos de los argumentos que Harari somete a consideración del lector son:
- que los sapiens prehistóricos llevaron a las otras especies del género homo (todas humanos), como los neandertales, a la extinción;
- que los sapiens son los responsables de la extinción de la mayor parte de la megafauna original en Australia y en América cuando llegaron allí;
- que la revolución agrícola, que comenzó con la promesa de mejorar las condiciones de vida, resultó ser en realidad una trampa para la mayoría de las personas, si bien multiplicó la población humana;
- que la agricultura se originó en al menos cinco sitios independientes distintos, y no en uno solo;
- que el hombre no domesticó el trigo, sino que el trigo ha conseguido que el hombre cuide de él y se extienda por todo el globo, en lugares donde nunca hubo;
- que los cazadores-recolectores fueron más felices que los posteriores agricultores, sin que ello se traduzca necesariamente en que sus vidas fueran mejores;
- que la dieta de los cazadores-recolectores era más variada que la de los agricultores;
- que el dinero es un sistema basado en la confianza mutua; no se trata de que cada individuo crea en el dinero, sino de que crea que los demás creen en el dinero;
- que los sistemas políticos y económicos son en realidad religiones, más que teorías o ideologías económicas;
- que el imperio ha sido el sistema político más exitoso de los últimos dos mil años;
- que el dinero, los imperios y las religiones son los poderes que han unificado gran parte del mundo tal como lo conocemos hoy;
- que gran parte del éxito de Homo sapiens (la especie de humano que sobrevivió) se debe a su capacidad de cooperar a gran escala, lo que logra principalmente a través de los mitos creados compartidos por todos (también llamados poderes unificadores) como son el dinero, el imperio y las religiones;
- que el tratamiento de los animales domesticados es uno de los peores crímenes de la historia;
- que la gente no es mucho más feliz hoy que en épocas pasadas,[8] y
- que los Homo Sapiens están actualmente en proceso de convertirse en "dioses", como consecuencia de su revolución científica y su capacidad de crear vida o de superar las fronteras de la atmósfera del propio planeta.

## Recepción
En su reseña bibliográfica en The Washington Post, el antropólogo evolutivo Avi Tuschman, aunque señaló algunos problemas, tales como la ignorancia de Harari en primatología y la negación de la correlación entre religión y biología, donde la moral religiosa emana de tendencias altruistas naturales presentes en otros primates además del humano y las convicciones religiosas suelen estar ligadas a ventajas evolutivas tales como un mayor índice de natalidad, subrayó no obstante que «el libro de Harari es una lectura importante para los sapiens serios y autorreflexivos». En The Guardian, el filósofo Galen Strawson llegó a la conclusión de que «gran parte de Sapiens es extremadamente interesante y, a menudo, bien expresada»; mientras se lee, sin embargo, «las características atractivas del libro se ven atenuadas por el descuido, la exageración y el sensacionalismo. Harari odia la “cultura liberal moderna”, pero su ataque es una caricatura y se vuelve como un bumerán hacia él». Para Antonio Muñoz Molina, en El País, el libro presenta «un repaso absorbente de la peripecia humana, escrito con rigor e irreverencia ilustrada». Harari ha sido criticado por su simplificación excesiva de las enseñanzas budistas.
El éxito del libro ha convertido a Harari en una celebridad. Se han vendido más de 23 millones de ejemplares. Los videos de YouTube de sus conferencias han recibido cientos de miles de visitas. En 2015 Sapiens fue seleccionado por Mark Zuckerberg, el fundador de Facebook, para figurar en su lista en línea, en la que invita a sus 38 millones de contactos a leerlo, presentándolo como «la gran narrativa de la historia de la humanidad». Fue también uno de los libros cuya lectura recomendó el entonces presidente de EE. UU., Barack Obama, en una entrevista emitida por la CNN en 2016.